# Anders Fridén
Pour les articles homonymes, voir Fridén.
Anders Fridén (né le 25 mars 1973) est le chanteur d'In Flames et de Passenger, il est également producteur musical.

## In Flames
Il a rejoint In Flames en 1995 après avoir quitté Dark Tranquillity, où il tenait également le rôle de chanteur. En même temps, le chanteur d'In Flames à cette époque, Mikael Stanne, quitte le groupe pour devenir chanteur de Dark Tranquillity.
Sur les premiers albums, Anders écrivait ses textes avec l'aide de Niklas Sundin, qui les traduisait en anglais. Plus tard, sur Colony et Clayman, il écrit tous les textes en suédois et Sundin les traduit en anglais. Ensuite, Anders connait assez bien la langue anglaise pour écrire les textes sans l'aide de Sundin. Ses principaux thèmes sont très différents d'autres chanteurs dans ce style. Il traite d'astrologie, de fantaisie mais aussi de dépression et de problèmes personnels.
Sur Come Clarity, Anders fut le producteur pour la partie guitares et basse dans le studio qu'il possède.

## Passenger
Anders est également chanteur dans un autre groupe : Passenger. Ils ont enregistré un CD en 2003, qui se nomme Passenger, et ont sorti un clip: In Reverse. Étant donné qu'In Flames prend la majorité de son temps, il ne peut pas vraiment se consacrer beaucoup à ce groupe. Un deuxième album était en cours d'enregistrement en 2004, mais le groupe s'est séparé et l'album ne fut jamais publié.

## Producteur
Anders possède un studio, à Göteborg, dans l'édifice même du célèbre studio Fredman. Il a produit quelques albums pour des groupes comme Dimension Zero, Caliban et a coproduit quelques albums avec le propriétaire du Studio Fredman, Fredrik Nordström, dont l'album My Arms, Your Hearse d'Opeth.

## Autres
Il fut le chanteur et un des créateurs du groupe Ceremonial Oath à la fin des années 1980, début 90. Ils feront trois albums avant de se séparer vers 1995.
En 1993, Anders a aussi été le chanteur de Dark Tranquillity sur leur premier album, Skydancer.
Il est marié à Helena Lindsjö et a deux enfants.